# Zaragoza (comarca)
Zaragoza is een comarca van de Spaanse gelijknamige provincie. De hoofdstad is de stad Zaragoza, de oppervlakte 2288,8 km2 en het heeft 697.532 inwoners (2002).

## Gemeenten
Alfajarín, Botorrita, El Burgo de Ebro, Cadrete, Cuarte de Huerva, Fuentes de Ebro, Jaulín, María de Huerva, Mediana de Aragón, Mozota, Nuez de Ebro, Osera de Ebro, Pastriz, La Puebla de Alfindén, San Mateo de Gállego, Utebo, Villafranca de Ebro, Villamayor de Gállego, Villanueva de Gállego, Zaragoza en Zuera.